# سمير إمبابي
سمير إمبابي بيومي (1954 - ) وزير الطيران المدني بوزارة هشام قنديل، تخرج من كلية الآداب جامعة عين شمس سنة 1975، عمل بمصر للطيران وتدرج في المناصب داخل تلك الشركة.